# Sacramento Republic Football Club
Sacramento Republic Football Club, mais conhecida como Sacramento Republic FC, é um clube de futebol da cidade de Sacramento, Califórnia, Estados Unidos. Manda seus jogos no Bonney Field e disputa atualmente a United Soccer League. A equipe entrará na Major League Soccer em 2022.

## História
No dia 3 de dezembro de 2013, a USL Pro anunciou que a liga pretendia colocar uma equipe em Sacramento para se juntar a liga em 2014. No dia 15 de julho o sérvio Predrag Radosavljević foi anunciado como o primeiro técnico da franquia.  O nome do time foi escolhido através de votação e foi anunciado no dia 18 de Julho. O nome do clube é uma alusão a República da Califórnia, república que era independente e que hoje constitui a Califórnia e parte do México.
A primeira temporada do clube foi em 2014, e já na primeira temporada a torcida começou a ter papel decisivo no clube, tendo uma média acima de 8.000 pessoas. Nessa temporada a equipe foi a campeã da USL. Tendo na final batido o Harrisburg City Islanders. O que ficou marcado dessa decisão é que após o título os torcedores da equipe começaram a entoar pedidos para a entrada na Major League Soccer.
Os bons resultados e a boa média de público chamou a atenção de Don Garber, comissário da MLS e entre 2014 e 2015 disputou uma vaga na MLS com o Minnesota United, que no final foi o escolhido. Isso porém não desanimou a equipe que em 2019 foi anunciada pela MLS como sua próxima franquia em 2022.

## Títulos
Campeão Invicto
| NACIONAIS      | NACIONAIS        | NACIONAIS | NACIONAIS  |
|                | Competição       | Títulos   | Temporadas |
| -------------- | ---------------- | --------- | ---------- |
| Estados Unidos | USL Championship | 1         | 2014       |

## Estatísticas

### Participações
|  | Participações em 2020 |

| Competição     | Competição               | Temporadas | Melhor campanha           | Estreia | Última | P | R |
| Estados Unidos | USL Championship         | 7          | Campeão (2014)            | 2014    | 2020   |   | – |
| Estados Unidos | Lamar Hunt U.S. Open Cup | 7          | Quinta Fase (2017 e 2018) | 2014    | 2020   |   | – |